# Саладино, Ирвин
Ирвин Саладино (исп. Irving Jahir Saladino Aranda, род. 23 января 1983 года, Колон, Панама) — панамский легкоатлет, прыгун в длину. Олимпийский чемпион 2008, чемпион мира 2007 года. Первый и единственный олимпийский чемпион в истории Панамы.

## Сезон 2014
6 февраля на соревнованиях XL Galan занял 2-е место — 8,11 м.